# Patti LaBelle
Patti LaBelle, Patricia Louise Holte (Philadelphia, 1944. május 24. –) amerikai R&B énekesnő, színésznő. A Labelle amerikai popegyüttes fronténekeseként vált ismertté, de több szólóslágert is jegyzett Patti La Belle néven.

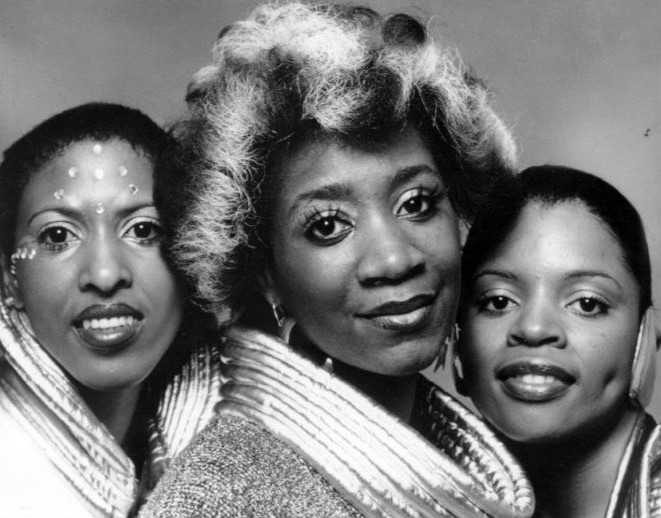
Labelle énekegyüttes: Nona Hendryx, Patti LaBelle, Sarah Dash

## Pályakép
Patti LaBelle gyerekkorában egy lányegyüttes alapításáról álmodott, majd 1961-ben meg is alapította a The Ordettes együttes Cindy Birdsonggal, amelynek Később Nona Hendryx és Sarah Dash is tagja lett. A nevük „Patti LaBelle and the Bluebells”-re változott. Nagy sikerük lett a „Decatur Street”.
A kvartett 1967-ben trióvá alakult, mert Cindy Birdsong elhagyta a csapatot  a The Supremes miatt. 1670-ben a leghíresebb slágerük a Lady Marmalade volt. 1976-ban a Patti LaBelle and the Bluebells feloszlott, tagjai szólókarrierbe kezdtek.
Szólókarrierjének első éveiben Patti LaBelle zenei identitása után kutatott. És bár lemetszerződése nem volt, hűséges rajongótáborának köszönhetően egyedül sikerült két slágerrel befutnia (You are my friend és Love, need and want you).
Miután több évig kereste saját hangját, 1984-ben újabb sikert aratott a „New Attitude”-val, ami a Beverly Hills-i zsaru száma volt (Eddie Murphy-vel).
1985-ben a Live Aid-en lépett fel. Ott saját New Attitude című slágere mellett John Lennon Imagine és Bob Dylan Forever Young dalait énekelte. 1986-ban Michael McDonalddal kiadta az On my duettet, amely  Hollandiában a Top 40 2. helyre került.
1985-ben a National Association for the Advancement of Colored People előadóművészének választották, ezzel ugyanabba a neves ligába került, mint Michael Jackson, Whitney Houston, Will Smith, Oprah Winfrey, Beyoncé, Eddie Murphy és Lionel Richie.
Voltak meghívásai, hogy énekeljen, köztük Diana Ross, Frank Sinatra, Whitney Houston, Michael Jackson, Aretha Franklin, a Destiny's Child,  Luther Vandross koncertjein is.

## Stúdióalbumok
- Patti LaBelle (1977)
- Tasty (1978)
- It's Alright with Me (1979)
- Released (1980)
- The Spirit's in It (1981)
- I'm in Love Again (1983)
- Patti (1985)
- Winner in You (1986)
- Be Yourself (1989)
- This Christmas (1990)
- Burnin' (1991)
- Gems (1994)
- Flame (1997)
- When a Woman Loves (2000)
- Timeless Journey (2004)
- Classic Moments (2005)
- The Gospel According to Patti LaBelle (2006)
- Miss Patti's Christmas (2007)
- Bel Hommage (2017)

## Filmek
| Év   | Cím                            | Szerep                   | Notes              |
| ---- | ------------------------------ | ------------------------ | ------------------ |
| 1979 | Richard Pryor: Live in Concert | Herself                  | Documentary (1979) |
| 1984 | A Soldier's Story              | Big Mary                 |                    |
| 1989 | Sing                           | Mrs. DeVere              |                    |
| 2002 | Sylvester: Mighty Real         | Herself                  | Short subject      |
| 2005 | Preaching to the Choir         | Sister Jasmine           |                    |
| 2006 | Idlewild                       | The Real Angel Davenport |                    |
| 2007 | Cover                          | Mrs. Persons             |                    |
| 2008 | Semi-Pro                       | Mrs. Moon                |                    |
| 2012 | Mama, I Want to Sing!          | Sister Carrie            |                    |

## Díjak
- Kétszer kapott Grammy-díjat (1994, 2004) és 13-szor jelölték arra.
- Grammy Hall of Fame
- Hollywood Walk of Fame
- Black Music & Entertainment Walk of Fame
- Apollo Theater Hall of Fame
- Berklee College of Music (1996)
- Temple University (2010)